# Daigaku-no-kami
Daigaku-no-kami (大学頭) era una posición de la Corte Imperial japonesa y el título del principal experto en educación en la rígida jerarquía de la corte. El Daigaku-no-kami imperial es anterior al período Heian; y la posición de la corte continuó hasta principios del período Meiji. El título y la posición fueron conferidos en nombre del Emperador de Japón.
En el período Edo, el jefe del sistema educativo y de formación de burócratas para el shogunato Tokugawa también era conocido por el título honorífico Daigaku-no-kami, que efectivamente se traduce como "Jefe de la Universidad Estatal". El título y la posición fueron conferidos en nombre del shōgun.

## Jerarquía de la Corte Imperial
La posición de la corte imperial del Daigaku-no-kami identificó al principal experto en educación en la comitiva imperial. El Daigaku-no-kami era el jefe de la Universidad Imperial, el Daigaku-ryō. El título surgió durante la evolución de las reorganizaciones gubernamentales a partir del 701. Estas innovaciones del período pre-Heian se conocían colectivamente como ritsuryō-sei (律令制).
La posición y el título finalmente se realizaron bajo la dirección del Príncipe Osakabe, Fujiwara no Fuhito y Awata no Mahito a petición del Emperador Monmu. Al igual que muchos otros desarrollos en ese momento, el título era una adaptación derivada del sistema gubernamental de la dinastía Tang de China.
La naturaleza jerárquica, algo inflexible, de la corte requiere que la función del Daigaku-no-kami se entienda tanto en términos de funciones específicas como en términos de los que están arriba y abajo en el Ministerio de Servicios Civiles.
En el período Asuka, el período Nara y el período Heian, la jerarquía de la corte imperial abarcaba un Ministerio de los Servicios Civiles (式部省, Shikibu-shō); También conocido como el "Ministerio de Dirección Legislativa e Instrucción Pública". Este ministerio recogió y mantuvo archivos biográficos de temas meritorios. Dentro de esta estructura de ministerio, el funcionario de más alto rango era el administrador jefe del Ministerio de Servicios Civiles (式部卿, Shikibu-kyō); También conocido como Ministro Principal de instrucción pública.
Esta oficina estaba típicamente ocupada por un hijo o un pariente cercano del emperador. Por ejemplo, en el 773 (Hōki 4), el daigaku-no-kami fue Yamabe-shinnō, quien fue nombrado Príncipe Heredero y heredero del Emperador Kōnin. Sin embargo, hubo excepciones a esta regla general si hubo un erudito contemporáneo especialmente preeminente, como en el caso de Miyoshi Kiyotsura.
Hubo siete jueces que asistieron directamente a este ministro.
Justo debajo de estos jueces estaban las autoridades educativas:
- Jefe de expertos en educación (大学頭, Daigaku-no kami).
  - Principales expertos en historia (de Japón y China) (紀伝博士, Kiden hakase).
  - Principales expertos en obras clásicas (chinas) (明経博士, Myōgyō hakase).
  - Principales expertos en jurisprudencia (de Japón y China) (明法博士, Myōbō hakase).
  - Principales expertos en matemáticas (算博士, San hakase).
  - Jefe calígrafo de la corte (文章博士, Monjō hakase). Hubiera habido muchos calígrafos copistas trabajando bajo la dirección del calígrafo jefe.
  - Primer asistente del calígrafo jefe de la corte (助教, Jokyō).
  - Instructores de literatura (japonesa y china) (直講, Chok'kō): dos posiciones.
  - Instructores en pronunciación de palabras (音博士, On hakase): dos posiciones.
  - Instructores en caligrafía (書博士, Sho hakase): dos posiciones.[7]

## Jerarquía Tokugawa
En el período Edo, este título identificaba al jefe de la principal institución educativa del estado Tokugawa. Fue conferido por el shōgun en 1691 cuando la academia neoconfuciana se trasladó a tierra proporcionada por el shogunato. En los años siguientes, este título académico se convirtió en hereditario para los diez descendientes de Hayashi Hōkō que eran jefes secuenciales de Yushima Seidō. Los 10 rectores de la institución que fueron identificados por el título daigaku-no-kami fueron:
- 1.º rector (y Daigaku-no-kami): Hayashi Hōkō (1644–1732), anteriormente Hayashi Nobuhatsu (hijo de Gahō).[9]
- 2.º rector (y Daigaku-no-kami): Hayashi Ryūkō (1681–1758).
- 3.º rector (y Daigaku-no-kami): Hayashi Hōkoku (1721–1773).
- 4.º rector (y Daigaku-no-kami): Hayashi Hōtan (1761–1787).
- 5.º rector (y Daigaku-no-kami): Hayashi Kimpō (1767–1793), también conocido como Hayashi Kanjun o Hayashi Nobutaka.[10]
- 6.º rector y 8º Daigaku-no-kami): Hayashi Jussai (1768–1841), anteriormente Matsudaira Norihira, 3.º hijo de Iwamura daimyō Matsudaira Norimori: Norihira fue adoptado en la familia Hayashi cuando Kinpō / Kanjun murió sin hijos. explicó la política exterior del shogunato al emperador Kōkaku en 1804.[11] También conocido como Hayashi Jitsusai[12] y Hayashi Kō.[10]
- 7.º rector (y Daigaku-no-kami): Hayashi Teiu (1791–1844).
- 8.º rector (y Daigaku-no-kami): Hayashi Sōkan (1828–1853).
- 9.º rector (y Daigaku-no-kami): Hayashi Fukusai (1800–1859), también conocido como Hayashi Akira, negociador jefe japonés para el Tratado de Kanagawa.[13]
- 10.º rector (y Daigaku-no-kami): Hayashi Gakusai (1833–1906), anteriormente Hayashi Noboru, jefe de la academia en 1867.

El rector de Yushima Seidō se encontraba en el vértice del sistema educativo y de capacitación a nivel nacional que se creó y se mantuvo con la participación personal de sucesivos shōguns. La posición como rector de la Yushima Seidō se convirtió en hereditaria en la familia Hayashi. La reputación académica de los rectores fue pulida por la publicación en 1657 de los 7 volúmenes de la Lista de Reyes de Japón (覧王代 Nihon Ōdai Ichiran) y por la publicación en 1670 de los 310 volúmenes de La Historia Integral de Japón (本朝通鑑 Honchō-tsugan).

## Jerarquía constitucional Meiji
En el curso de la Restauración Meiji, este título imperial fue abolido; pero su posición dentro del ámbito de una estructura de gobierno reorganizada se desarrollaría aún más en el período Meiji.